# Доходный дом городского общества
Доходный дом городского общества — памятник градостроительства и архитектуры в историческом центре Нижнего Новгорода. Построен в несколько этапов в 1822—1902 годах. Автор первоначального проекта — архитектор И. Е. Ефимов. Автор проекта перестройки конца XIX — начала XX веков — архитектор В. М. Лемке

## История
После крупного пожара на Нижнем посаде в 1819 году нижегородский купец 2-й гильдии Ф. П. Переплётчиков справа от гостиного двора по улице Рождественской выстроил двухэтажный каменный дом и два трёхэтажных каменных флигеля по Ильинскому съезду. Проекты построек выполнил архитектор И. Е. Ефимов. По завещанию Переплётчикова дома перешли во владение города в «пользу бедных» 30 апреля 1845 года.
Усадьбу городские власти стали сдавать в наём под постоялый двор. Первым арендатором стал купец второй гильдии И. В. Смирнов. Ежегодный доход от зданий составлял 3246 руб. и поступал на содержание богадельни.
При проведении Всероссийской промышленно-художественной выставки 1896 года дома использовались как гостиницы. 23 декабря того же года обветшалые здания было решено кардинально перестроить: флигеля по Нагорному переулку объединить с главным домом выходящим на Рождественскую улицу и надстроить последний третьим этажом. Проект перестройки выполнил архитектор В. М. Лемке.
Работы продолжались до 1902 года, в проект вносились изменения. В результате здание приобрело причудливые маскароны в межоконных проёмах и элементы декора в формах модерна.

## Архитектура
Здание связано с появлением в Нижнем Новгороде архитектуры декоративного модерна. Проект перестройки от 1896 года архитектора В. М. Лемке копировал образцы австрийского модерна.